# Atimura combreti
Atimura combreti là một loài bọ cánh cứng trong họ Cerambycidae.